# جامعة تاكوشوكو
جامعة تاكوشوكو (باليابانية: 拓殖 大学، بالروماجي: Takushoku Daigaku) إختصارًا (تاكوداي؛ 拓大) جامعة خاصة يابانية تأسست عام 1900 من قبل رئيس الوزراء الياباني السابق تارو كاتسورا، لديها حرمين في طوكيو، الحرم الأساسي في منطقة بونكيو وفرع في مدينة هاتشيؤوجي، تقدم الجامعة خمس إختصاصات وهي: التجارة، الاقتصاد والعلوم السياسية، واللغات الأجنبية، والدراسات الدولية، والهندسة.
منذ نشأتها، جامعة تاكوشوكو تتربع على قمة الجامعات اليابانية في الدراسات الأمنية، فمن بين رؤسائها السابقين أشخاص شغلوا منصب رئيس وزراء مثل تارو كاتسورا وياسوهيرو ناكاسونيه، ووزير الدفاع الياباني السابق ساتوشي موريموتو.

## تاريخها

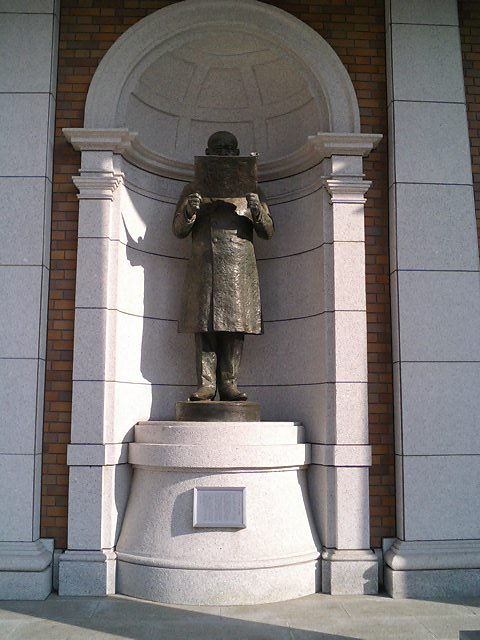
تمثال من البرونز لمؤسس جامعة تاكوشوكو ورئيس الوزراء السابق تارو كاتسورا.

بالأصل تأسست جامعة تاكوشوكو باسم «مدرسة جمعية تايوان» وكان الغرض منها هو تأهيل خريجين للمساهمة في نهضة تايوان، في عام 1907 تغير إسمها إلى «المدرسة المهنية لجمعية الشرق»، ثم عام 1918 أخذت إسمها الحالي «جامعة تاكوشوكو»، حيث أن كلمة (تاكوشوكو) في اليابانية يمكن أن تعني «تنمية أو إستصلاح» أو تعطي معنى «إستعمار»، لأن اليابان في وقتها إمتلكت مستعمرات صناعية خارجية في تايوان وجنوب سخالين وكوريا.
ظلت جامعة تاكوشوكو ثاني أفضل جامعة في اليابان بعد جامعة طوكيو حتى نهاية الحرب العالمية الثانية، وبعد الحرب تم حل الجامعة بأمر القائد الأعلى لقوات التحالف لكونها من المؤسسات الداعمة للنزعة العسكرية في اليابان، وأعيد تشكيلها باسم جامعة كوريو (紅陵大学، Kōryō Daigaku) لكنها إستعادت اسمها الأصلي مرة أخرى عام 1952.

## حقائق بارزة
- جامعة تاكوشوكو هي جامعة رائدة في الأمن الدولي في اليابان.
- ترأس الجامعة وزير الدفاع الياباني السابق ساتوشي موريموتو، بالإضافة إلى عدة سياسيين شغلوا منصب رئيس الوزراء.
- هي الجامعة الوحيدة في اليابان التي تظم مركزًا فكريًا متخصصًا بالعلاقات الدولية والأمن (مركز بحوث الدراسات الدولية).
- مارغريت تاتشر حصلت على شهادة الدكتوراه الفخرية من جامعة تاكوشوكو.[4]
- القسم الخاص بعلوم السياسة والاقتصاد هو ثالث أقدم قسم في اليابان بعد الموجود في جامعتي واسيدا وميجي.

## المؤسسات

### الكليات
- التجارة[5]
- العلوم السياسية والإقتصاد
- اللغات الأجنبية
- الدراسات الدولية
- الهندسة

### الدراسات العليا
- الاقتصاد
- التجارة
- الهندسة
- تعليم اللغات
- دراسات التعاون الدولي
- الإدارة المحلية

## الرياضة
قدمت الجامعة تدريبات في فنون الكاراتيه للإداريين اليابانيين والتجار الأجانب، والعديد منهم شغلوا مناصب إدارية في جمعية الكاراتيه اليابانية عند تأسيسها عام 1949، تم تشكيل نادي الكاراتيه الخاص بالجامعة عام 1924 والذي قدم العديد من المدربين والمحترفين في هذه الرياضة، كما يوجد برنامج تدريب للجودو إحتل في المركز الثاني في مسابقة طلبة الجامعات اليابانية عام 1967.
في عام 1921 تأسس نادي ألعاب القوى في الجامعة والذي شارك في مسابقات هاكوني إكيدين 42 مرة حتى عام 2021.

## أبرز خريجي الجامعة
| - تاكاهاشي كاتسوتارو (1941-1991)، محترف كاراتيه شوتوكان. - أساي تيتسوهيكو (1935-2006)، محترف كاراتيه شوتوكان. - أيوكاوا تيتسويا (1919-2002)، ناقد وروائي. - إنويدا كينوسكي (1935-2003)، محترف كاراتيه شوتوكان. - إيتو باتارا (1979)، مهندس برمجيات. - أسانو شيرو (1939)، محترف كاراتيه شوتوكان. - فوجينو مايكو (1983–1983)، سباحة. - فوجيوارا أراتا (1981–1981)، عداء ماراثون. - فوناغو ياسوهيكو (1957)، سياسي. - هيجاونا موريو (1938)، محترف غوجو ريو كاراتيه. - هوناغا نوريو (1955)، مصارع. - إينوي ناويا (1993)، ملاكم محترف. - إينوي نيسشو (1887-1967)، واعظ بوذي راديكالي وإرهابي. - إمامورا توميو (1958)، محترف كاراتيه شوتوكان. - إيواكي نوبوكو (1946)، سياسي. - كانازاوا هيروكازو (1931-2019)، محترف كاراتيه شوتوكان. - كواسي كوتا (1992)، لاعب كرة قدم. - كاواسوي ماساو (1945–19)، شوتوكان كاراتيه سيد. - كاواسو نوريو (1951-2013)، محترف كاراتيه شوتوكان. - كاواوادا مينورو (1952)، محترف كاراتيه شوتوكان. - كيمورا ماساهيكو (1917-1993)، محترف جودو. - كوباياشي فوميكازو (1978)، رياضي. - كوباياشي يو (1987)، لاعب كرة قدم. - كوراموتو كوجي (1951)، محترف جودو. - كوروميزاوا كوشي (1925-1994)، كاتب. - مايدا شينزو (1922-1998)، مصور مناظر طبيعية. - ماسوداياما ياسوهيتو (1951)، مصارع سومو. | - موري ماساتاكا (1932-2018)، محترف كاراتيه شوتوكان. - موري موتشا (1988)، لاعب كرة سلة. - مورياما ميراي (1984)، ممثل سينمائي وتلفزيوني. - موناكاتا كوجو (1967–1967)، محترف كرة سلة. - موراكامي كازوناري (1973)، فنان مختلط. - ناجاي أكيو (1942–1942)، محترف كاراتيه شوتوكان. - ناغانو آي (1974)، ممثلة صوت. - ناغانو مامورو (1960)، فنان مانغا. - ناكا تاتسويا (1964)، مدير اتحاد الكاراتيه الياباني. - ناكاموري دايسوكي (1987)، لاعب كرة قدم. - ناكاموتو كنتارو (1982)، عداء مسافات طويلة. - ناكاياما ماساتوشي (1913-1987)، محترف كاراتيه شوتوكان. - نيشياما هيديتاكا (1928-2008)، محترف كاراتيه شوتوكان. - أوشي هيديو (1940)، محترف كاراتيه شوتوكان. - أوكازاكي تيرويوكي (1931-2020)، محترف كاراتيه شوتوكان. - أوكوياما تاكيماسا (1944)، محترف كاراتيه شوتوكان. - أونودا كازو (1900-1983)، سباح حر. - أونوديرا تاتسويا (1987)، لاعب كرة قدم. - أوساكا يوشيهارو (1947)، محترف شوتوكان كاراتيه. - أوياما ماسوتاتسو (1923-1994)، محترف كيوكوشن كاراتيه. - روجرز دوج (1941-2020)، لاعب جودو أولمبي من كندا. - رويال كوباياشي (1949)، ملاكم في وزن الريشة. - ريوكو غو (1971)، مصارع سومو. - أوريو سادامو (1929)، محترف كاراتيه شوتوكان. - سايتو تاكاكو (1983)، مصارعة أنثى. - ساروتا هيرونوري (1982)، لاعب كرة قدم. - شيودا جوزو (1915-1994)، محترف أيكيدو. | - سودو جنكي (1978)، سياسي ومحترف في فنون القتال المختلطة. - سوجيموتو ماكوتو (1987)، لاعب كرة قدم. - سوزوكي مونيو (1948)، سياسي. - سوزوكي ياسوهيرو (1984)، ملاكم. - تاكاهاشي كين (1969)، لاعب بيسبول. - تاكاهاشي ماي (1984)، ممثلة وعارضة أزياء. - تاكاهاشي ساتوشي (1968)، محترف شوتوكان كاراتيه. - تاكاتاني سوسوكي (1989)، مصارع. - تانياما تاكويا (1965)، محترف شوتوكان كاراتيه. - توكورو جورج (1955)، ممثل كوميدي، شخصية تلفزيونية، مغني، وكاتب أغاني. - توكوهيسا تاكاشي (1947)، محترف كاراتيه شوتوكان. - تيرادا كيويوكي (1922-2009)، محترف أيكيدو. - توتشينونادا تايتشي (1974)، مصارع سومو. - توكورو جورج (1955) شخصية تلفزيونية. - تسوكيي جونا (1991)، لاعبة كاراتيه فلبينية-يابانية. - أوشياما تاكاشي (1979–1979)، ملاكم محترف في وزن الريشة. - واتانابي هيديو (1934)، سياسي. - واتانابي هيرويوكي (1955)، ممثل تلفزيوني. - يايجاشي أكيرا (1983–1983)، الملاكم وزن خفيف. - يونيميتسو تاتسوهيرو (1986)، مصارع. - يوموتو شينيتشي (1984)، مصارع. - كاواسي كوتا (1992)، لاعب كرة قدم. - شينا كاتسوتوشي (1961)، محترف كاراتيه شوتوكان. - سيون فاتوفي (1983)، لاعب كرة قدم. |

## طالع أيضًا
- جامعة نيبون لعلوم الرياضة
- جامعة تسودا
- جامعة غاكوشوين
- جامعة تيكيو
- جامعة سايتاما
- التعليم العالي في اليابان

## روابط خارجية
- موقع الجامعة الرسمي باللغة الإنجليزية.
- مركز بحوث الدراسات الدولية في جامعة تاكوشوكو (باليابانية).
- مركز بحوث الدراسات الدولية في جامعة تاكوشوكو (بالعربية).
- موقع نادي الكاراتيه الخاص بالجامعة.